# Dartmoor Line
Dartmoor Line – Linia kolejowa w Anglii, w hrabstwie Devon, na trasie Yeoford - Okehampton. Długość linii wynosi 25 km. Jest odgałęzieniem linii Tarka Line.

## Historia
Linia została otwarta w r. 1871 i obsługiwała połączenia do Londynu i Plymouth. Zlikwidowana w r. 1972 na mocy tzw. Beeching Axe - rządowego planu likwidacji nierentownych kolei i infrastruktury kolejowej. Część linii została otwarta ponownie w r. 1997 decyzją władz hrabstwa, chcących ograniczyć ruch samochodowy w parku narodowym Dartmoor. Stacja jest odnowiona i utrzymana w stylu lat dwudziestych XX w. W r. 2008 linię Dartmoor Railway nabyła firma Iowa Pacific Holdings, która uruchomiła połączenia weekendowe. Na całej trasie ruch przywrócono w 2009 r. na mocy porozumienia z władzami hrabstwa Devon. Linia funkcjonuje w dni wolne od pracy, obsługuje ją pięć kursów latem i trzy zimą.

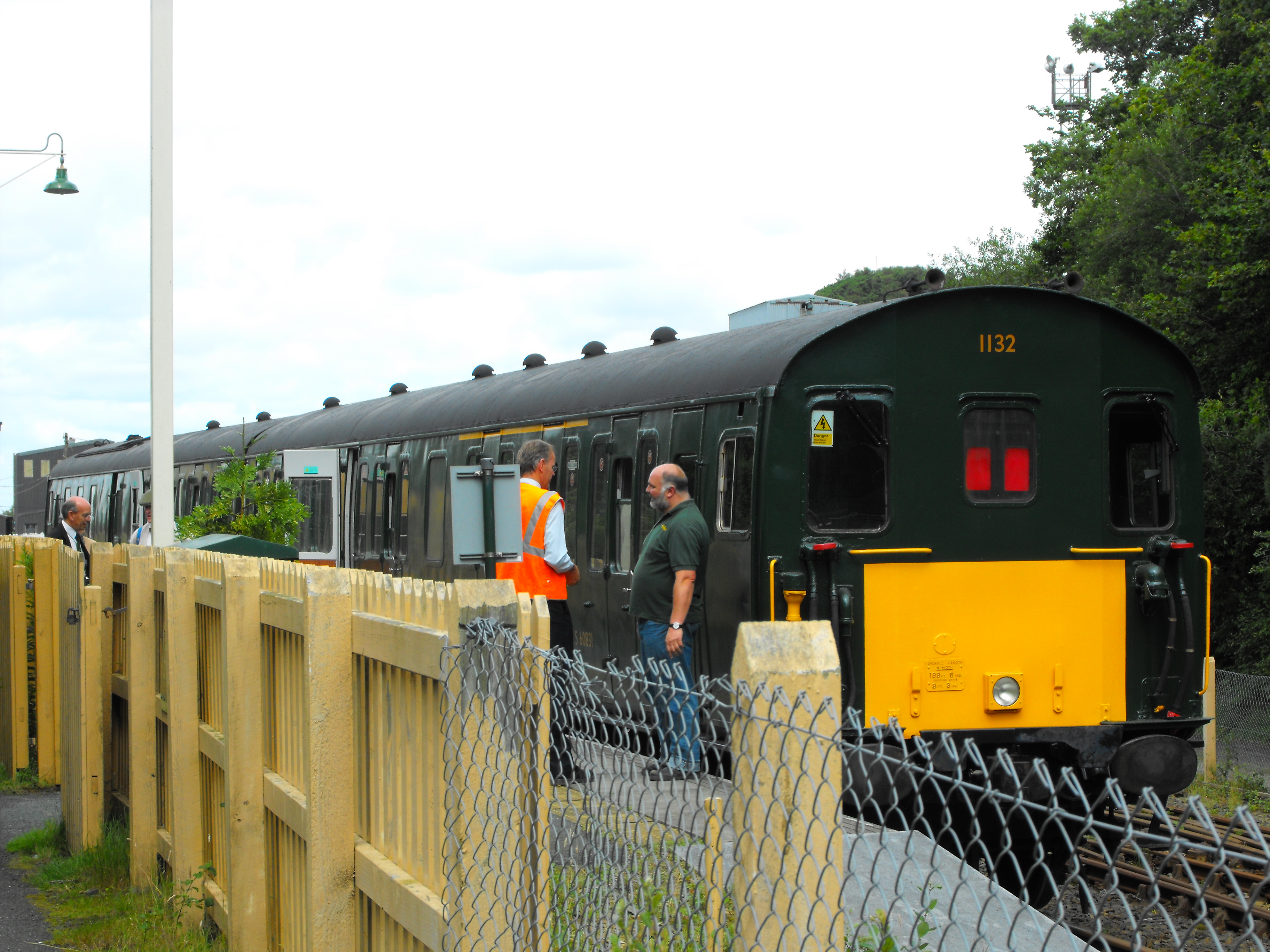
Zabytkowy pociąg na stacji w Okehampton

## Stacje na linii
- Yeoford
- Sampford Courtenay
- Okehampton